# Håkanryd
Håkanryd är en småort i Bromölla kommun i Skåne län belägen i Ivetofta socken. Vid 2015 års småortsavgränsning hade orten vuxit samman med Grödbys småort.

## Befolkningsutveckling
| Befolkningsutvecklingen i Håkanryd 1960–2010                               | Befolkningsutvecklingen i Håkanryd 1960–2010 | Befolkningsutvecklingen i Håkanryd 1960–2010 | Befolkningsutvecklingen i Håkanryd 1960–2010 | Befolkningsutvecklingen i Håkanryd 1960–2010 |
| -------------------------------------------------------------------------- | -------------------------------------------- | -------------------------------------------- | -------------------------------------------- | -------------------------------------------- |
|                                                                            |                                              |                                              |                                              |                                              |
| År                                                                         |                                              |                                              | Folkmängd                                    | Areal (ha)                                   |
| 1960                                                                       | 1960                                         |                                              | 272                                          |                                              |
| 1990                                                                       | 1990                                         |                                              | 78                                           | 22#                                          |
| 1995                                                                       | 1995                                         |                                              | 68                                           | 22#                                          |
| 2000                                                                       | 2000                                         |                                              | 65                                           | 22#                                          |
| 2005                                                                       | 2005                                         |                                              | 69                                           | 22#                                          |
| 2010                                                                       | 2010                                         |                                              | 74                                           | 23#                                          |
| 2015                                                                       | 2015                                         |                                              | 122                                          | 53#                                          |
| Anm.: Upphörde som tätort 1965. Sammanvuxen med Grödby 2015. # Som småort. |                                              |                                              |                                              |                                              |